# 三盛公水利枢纽
40°18′40″N 107°01′46″E / 40.31111°N 107.02944°E
三盛公水利枢纽位于内蒙古巴彦淖尔市磴口县城东南2公里的黄河干流上。使河套平原成为亚洲最大的自流式灌溉区，兼有防洪、水利发电、工业用水及交通（110国道跨黄河大桥）等功能。黄河三盛公水利风景区为国家3A级旅游景区。

## 历史
旨在解决河套地区引黄灌溉和排水问题的“五七规划”面世，正式推荐河套灌区实行“一首制”引水方案：在黄河干流河道上建设一座拦河闸，将黄河水位提高，有计划、可控制地引向灌区，实现农牧林业的适时适量用水，同时改造利用乌加河河道将其作为引黄灌溉的总排干沟。
三盛公水利枢纽工程与总干渠工程经水利部批准立项，于1958年、1959年相继开工。自治区决定在投入不足的情况下，先将“一首制”工程的第一部分——三盛公水利枢纽工程——也就是今天的拦河闸建起来。
1959年6月3日动土起造。1960年底在最为关键的黄河截流工程上却遇到了难题：按照设计，堵河打坝用料是钢筋混凝土，由国家投资一部分，地方配套一部分。然而当时地方无力配套。总工程师赵家璞提出可以用柴草卷石头的叠埽棒来代替混凝土对黄河截流。为不耽误1961年的夏灌，截流必须在1961年5月底前完成。1961年3月16日黄河开河，3月24日截流战斗打响，逐步把截流水面由480米压缩到150米，同时炸开引河口把黄河水引进拦河闸。5月13日夜里，龙口上游水流趋于平缓，连夜截流合龙口。1961年5月建成运行。